# Hubschraubertransportgeschwader 64
Das Hubschraubertransportgeschwader 64 (HTG 64) war von 1966 bis 1994 ein fliegender Verband der Luftwaffe der Bundeswehr.

## Geschichte
Das Hubschraubertransportgeschwader 64 wurde zum 1. Oktober 1966 in Penzing bei Landsberg in Dienst gestellt. Personal und Material kam aus dort zusammengelegten drei Luftrettungs- und Verbindungsstaffeln aus Faßberg, Lechfeld und Fürstenfeldbruck sowie – nach Verlegung der Jet-Ausbildung in die USA – aus Teilen der Flugzeugführerschule „A“. Im Januar 1968 erfolgte die Unterstellung der 3. Luftrettungs- und Verbindungsstaffel in Ahlhorn. Im Mai 1968 verlegte die neu aufgestellte 4. Staffel nach Diepholz. Von Februar 1968 bis Mai 1969 wurde die UH-1D als alleiniges Einsatzmuster eingeführt und somit die Typenvielfalt des Geschwaders bereinigt. Nach Auflösung des Lufttransportgeschwaders 62 verlegte das HTG 64 mit drei Staffeln im April 1971 auf den Fliegerhorst Ahlhorn. Die verstärkte 1. Staffel blieb in Penzing. Mit Einnahme der Luftwaffenstruktur 4 wurde das HTG 64 zum 1. April 1994 aufgelöst. Personal und Material übernahmen die Lufttransportgeschwader 62 und 63 und die Flugbereitschaft des Bundesministeriums der Verteidigung.
Als neues, reines Hubschraubergeschwader der Luftwaffe wurde am 1. Oktober 2010 in Holzdorf das Hubschraubergeschwader 64 (HSG 64) in Dienst gestellt.

## Einsätze des HTG 64
Neben der routinemäßigen Bereitstellung von Hubschraubern für Search and Rescue (SAR) und der Unterstützung der Luftrettung war das HTG an zahlreichen Einsätzen im In- und Ausland beteiligt:
- 1969/70: Ostfriesische Inseln (Luftbrücke zur Versorgung der Bevölkerung nach tagelangem schweren Unwetter)
- 1969: Tunesien (Flutkatastrophe)
- 1970: Ostpakistan (Flutkatastrophe)
- 1971: Türkei (Erdbebenhilfe)
- 1975: Niedersachsen (Waldbrandbekämpfung)
- 1979: Niedersachsen, Schleswig-Holstein (Schneekatastrophe)[1]

## Luftfahrzeugmuster
Die Luftflotte bestand aus:
- Bell H-13 Sioux
- Bristol Sycamore Br 71
- Alouette II
- Sikorsky S-58
- Vertol H-21C

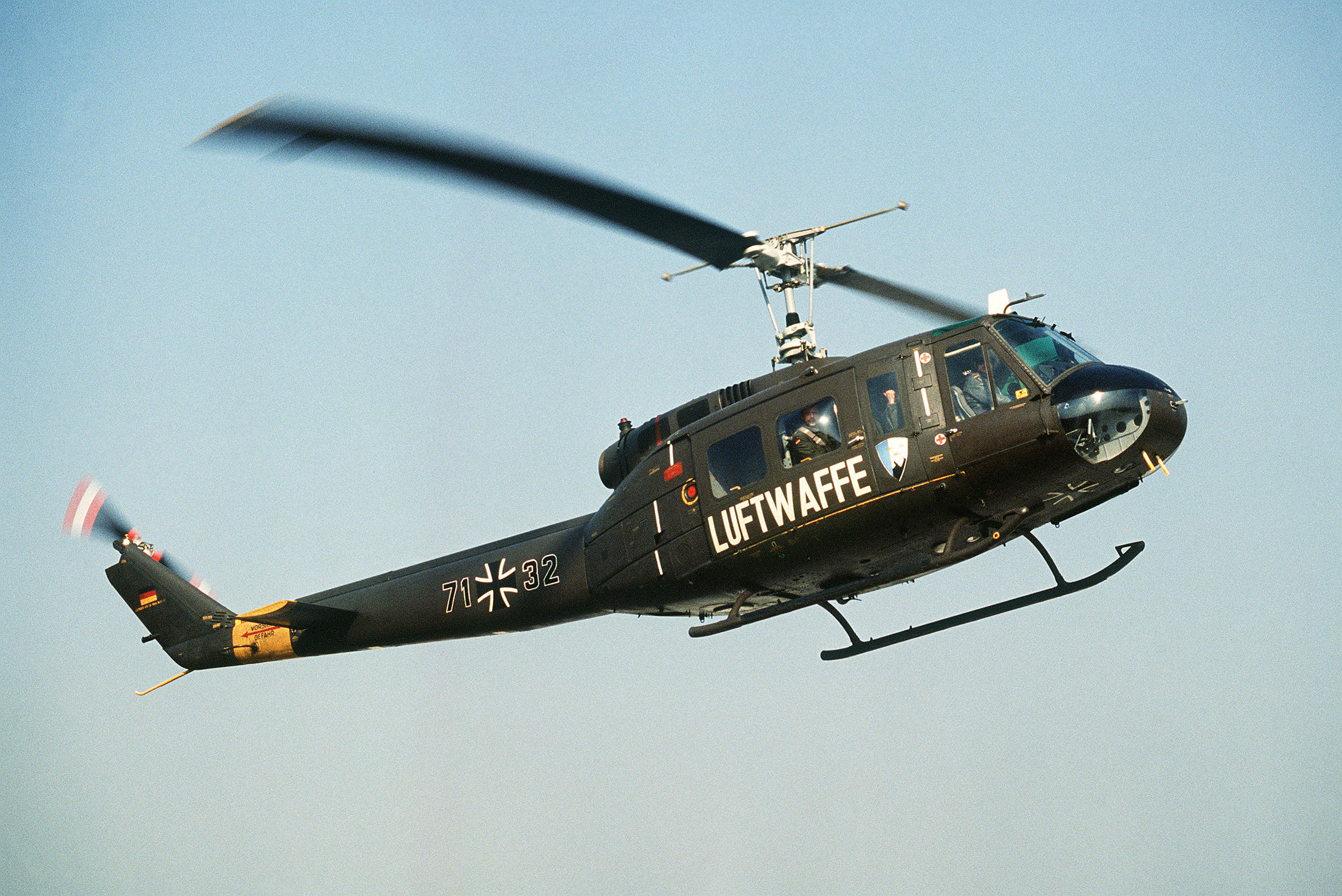
UH-1D des HTG 64

- Dornier Do 27A (als Verbindungsflugzeug)
- Bell UH-1D (ab 1968)

## Kommodore
| Nr. | Name                     | von             | bis                |
| --- | ------------------------ | --------------- | ------------------ |
| 1   | Oberst Johannes Naumann  | 1. Oktober 1966 | 30. September 1973 |
| 2   | Oberst Rudolf Meyer      | 1. Oktober 1973 | 30. April 1975     |
| 3   | Oberst Max Dietrich      | 1. Mai 1975     | 19. August 1981    |
| 4   | Oberst Werner Geissinger | 21. August 1981 | 29. März 1984      |
| 5   | Oberst Jörg Rappke       | 1. April 1984   | 31. März 1990      |
| 6   | Oberst Hans-Otto Elger   | 1. April 1990   | 30. September 1993 |

## Verweise